# Mario Giammetti
Mario Giammetti (Napoli, 1959) è un giornalista, musicologo e musicista italiano.

## Biografia
Mario Giammetti esordisce nel 1988 con un libro sui Genesis intitolato Genesis Story e pubblicato dalla Gammalibri. Nello stesso anno inizia a collaborare a Ciao 2001, per il quale scriverà ininterrottamente fino alla cessazione delle pubblicazioni del mensile romano avvenuta nel 1994, e tornerà a collaborare nel breve ritorno in edicola del giornale tra il 1999 e il 2000, col nome cambiato in Ci@o.. È iscritto all'Ordine dei Giornalisti della Campania dal 1993.
Da allora la sua firma appare su diverse riviste, per periodi a volte brevi (Music, Free, Freequency, Guitar Club, Drum Club, Rockerilla, Classix, Vinile) a volte più lunghi, particolarmente su Rockstar (dal 1994 al 2010) e Jam (dal 1999 al 2013). Dal 2014 è una firma fissa di Classic Rock Lifestyle
Giammetti ha scritto numerosi libri dedicati al mondo dei Genesis , di cui è considerato il massimo esperto internazionale. Tra questi, particolare rilievo assume la serie Genesis Files: un volume per ciascun membro del gruppo, per un totale di sette volumi editi tra il 2005 e il 2016 
Suoi articoli sono apparsi anche sulla stampa musicale internazionale, particolarmente in Inghilterra (Classic Rock, Prog, Record Collector) e Germania (Classic Rock).
L'8 maggio 2020 è uscito il suo primo libro per il mercato internazionale: Genesis 1967 to 1975 - The Peter Gabriel Years, pubblicato dalla casa editrice londinese Kingmaker. Il sequel, intitolato Genesis: 1975 to 2021 - The Phil Collins Years, è uscito il 10 settembre 2021, esclusivamente in lingua inglese. Una versione corretta e aggiornata è uscita il 17 aprile 2025 col titolo modificato in Genesis: 1975 to 2025 - The Phil Collins Years.  
Altri libri di autori vari in cui è stato coinvolto sono:
- 100 dischi ideali per capire la nuova canzone italiana, a cura di Mauro Ronconi, pubblicato da Editori Riuniti nel 2002 (approfondimenti su Concerto grosso per i New Trolls, Aria di Alan Sorrenti, Storia di un minuto della PFM, Arbeit Macht Frei degli Area, Io sono nato libero del BMS, Palepoli degli Osanna, Felona e Sorona delle Orme, La valle dei Templi del Perigeo, Ho visto anche degli zingari felici di Claudio Lolli).
- David Bowie - Tutti gli album, a cura di Francesco Donadio, edito da Il Castello nel 2021 (con le schede di Santa Monica 72, Young Americans, Glastonbury 2000 e The Next Day).
- Cantautori e cantautrici del nuovo millennio - Il dizionario, a cura di Michele Neri, edito da Iacobelli Editore nel 2023, con schede su cantautori italiani tra cui Elisa, Cristina Donà, Cesare Cremonini e Giulio Casale.
- Queen - La guida definitiva, di autori vari, edito da Mondadori nel 2023 (con le schede su A Day At The Races, The Works e i Greatest Hits).
Ha inoltre redatto le note di copertina per alcuni dischi sia italiani che internazionali, tra cui Felona e Sorona de Le Orme (versione doppia italiano-inglese del 2011) e Living Years - 25th Anniversary Edition di Mike & The Mechanics del 2014.
Nel 1991 ha fondato Dusk, l'unico magazine sui Genesis al mondo, che viene pubblicato regolarmente da allora.
Nel 2017 è stato tra i premiati al Premio Internazionale Giornalistico e Letterario Marzani.
È chitarrista e cantante della band di rock progressivo Algebra, con i quali ha pubblicato tre album e partecipato a una decina di dischi tributo ad altri artisti.
È ideatore e co-produttore del primo tributo ai Genesis mai realizzato al mondo, il doppio album The River of Constant Change, pubblicato dalla Mellow Records nel maggio 1995 e contenente 26 brani di altrettanti artisti.
Inoltre appare, in qualità di bassista dei La Cage, nel brano Embryo, incluso nell'album More Animals at the Gates of Reason - A Tribute to Pink Floyd, pubblicato dalla AMS nel 2013.

## Libri pubblicati
(in italiano)
- Genesis Story, Milano, Gammalibri, 1988 (no ISBN)
- Genesis Discografia 1968-1993, Milano, Kaos Edizioni, 1994 (no ISBN)
- Peter Gabriel - Il trasformista, Padova, Arcana, 1999 (ISBN 88-7966-189-2)
- Genesis - Il fiume del costante cambiamento, Milano, Editori Riuniti, 2004 (ISBN 88-359-5507-6) (ristampato nel 2005)
- Phil Collins - The Singing Drummer (Genesis Files Vol. 1), Tavagnacco, Edizioni Segno, 2005 (ISBN 88-7282-836-8)
- Steve Hackett - The Defector (Genesis FiIes Vol. 2), Tavagnacco, Edizioni Segno, 2005 (ISBN 88-7282-903-8)
- Tony Banks - Man Of Spells (Genesis Files Vol. 3), Tavagnacco, Edizioni Segno, 2006 (ISBN 978-88-6138-006-6)
- Anthony Phillips - The Exile (Genesis Files Vol. 4), Tavagnacco, Edizioni Segno, 2008 (ISBN 978-88-6138-125-4)
- Musical Box - Le canzoni dei Genesis dalla A alla Z, Roma, Arcana, 2010 (ISBN 978-88-6231-126-7) (ristampato nel 2011; ricopertinato nel 2017)
- Mike Rutherford - Silent Runner (Genesis Files Vol. 5), Tavagnacco, Edizioni Segno, 2011 (ISBN 978-88-6138-412-5)
- Genesis - Gli anni Prog, Firenze, Giunti, 2013 (ISBN 978-88-09-77337-0)
- Ray Wilson - Gypsy (Genesis Files Vol. 6), Tavagnacco, Edizioni Segno, 2014 (ISBN 978-88-6138-854-3)
- Genesis - Gli anni Prog (II edizione), Firenze, Giunti, 2015 (ISBN 978-88-09-80344-2) (ristampato nel 2017)
- Peter Gabriel - Not One Of Us (Genesis Files Vol. 7), Tavagnacco, Edizioni Segno, 2016 (ISBN 978-88-931806-5-8
- Genesis - Tutti gli album tutte le canzoni, Cornaredo, Il Castello Editore, 2020 (ISBN 978-88-276-0137-2)

(in inglese)
- Genesis 1967 to 1975 - The Peter Gabriel Years, London, Kingmaker, 2020 (ISBN 978-1-913218-62-1) (ristampato con minime correzioni nell'autunno 2020 e nel febbraio 2022)
- Genesis 1975 to 2021 - The Phil Collins Years, London, Kingmaker, 2021 (ISBN 978-1-8384918-0-2)
- Genesis 1975 to 2025 - The Phil Collins Years, London, Kingmaker, 2025 (ISBN 978-1-8384918-7-1)